# Bertrada von Montfort

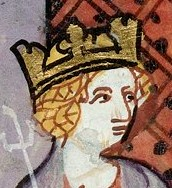
Bertrada von Montfort, Ausschnitt aus einer Miniatur des 14. Jahrhunderts

Bertrada von Montfort (französisch Bertrade de Montfort; * um 1060; † Ende 1115 oder 1116 in der Abtei Hautes-Bruyères in Saint-Rémy-l’Honoré) war durch ihre Heirat mit Philipp I. in der Zeit von 1092 bis 1108 Königin von Frankreich. Ihre Ehe, die sowohl sie als auch ihren Mann zu Bigamisten machte, war die Ursache für zahlreiche Schwierigkeiten in den Beziehungen zwischen Frankreich und dem Heiligen Stuhl in Rom und stürzte das französische Königtum in eine tiefe Krise.

## Familie
Betrada kam um das Jahr 1060 als Tochter des Grafen Simon I. von Montfort l’Amaury und seiner Frau Agnes von Évreux zur Welt.
1089 heiratete sie in erster Ehe Fulko IV., Graf von Anjou, genannt der Zänker, und wurde dessen fünfte Ehefrau. Aus dieser Verbindung stammte Fulko V. von Anjou, der spätere König von Jerusalem und Vater von Gottfried Plantagenet, wodurch Bertrada zu den Stammmüttern der Anjou-Plantagenet und damit des englischen Königshauses gehört.
1092 ging sie – obwohl seit drei Jahren mit Fulko IV. verheiratet – eine zweite Ehe mit dem französischen König Philipp I. ein. Aus dieser Verbindung entsprangen vier Kinder:
- Philipp (* 1093; † 1123[5]), Graf von Mantes, ⚭ Elisabeth von Montlhéry
- Florus (französisch Fleury) (* 1095, Juli 1119 bezeugt, † wohl 1119 in der Normandie), ⚭ um 1110 NN, Dame de Nangis[6]
- Cäcilia (französisch Cécile) (* 1097; † 1175[5])
- Eustachie († 1143)

## Leben

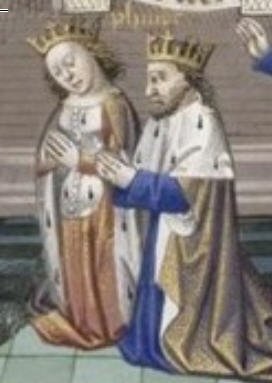
Bertrada und ihr zweiter Mann Philipp I.; Ausschnitt aus einer Miniatur des 15. Jahrhunderts

Schon in früher Kindheit zur Vollwaise geworden, wuchs Bertrada unter der Vormundschaft ihres Onkels Wilhelm von Évreux (französisch Guillaume d’Évreux) auf. Im Jahr 1089 wurde sie mit Fulko IV., Graf von Anjou, vermählt. Diese Ehe war in den Augen der Kirche nicht legitim, denn zwei von Fulkos vorherigen Ehen waren nicht kirchlich annulliert worden.
1092 verliebte sich der französische König Philipp I. in die „sinnliche, bezaubernde und leidenschaftliche“ Frau. Philipp hatte kurz zuvor seine erste Frau Bertha von Holland verstoßen, angeblich deshalb, weil sie zu dick geworden war (Wilhelm von Malmesbury schrieb in seiner Gesta regum Anglorum: … quod illa praepinguis corpulentiae esset, a lecto removit …). Eine erste Begegnung des Königs mit Bertrada kam vielleicht zu jener Zeit zustande, als sich er und Betradas Mann gegen Fulkos Bruder Gottfried verbündeten. Obwohl sowohl Bertrada als auch der König in den Augen des Heiligen Stuhls noch mit anderen Partner liiert waren, heirateten die beiden in Paris am Pfingstsonntag, dem 15. Mai 1092.
Wie es zu dieser Ehe kam, ist bisher nicht sicher feststellbar, da die Chronisten widersprüchliche Aufzeichnungen zu diesem Ereignis hinterlassen haben. Eine Version beschreibt die Vorgeschichte dahingehend, dass sich Bertrada – überaus unglücklich in ihrer ersten Ehe – um Hilfe bittend an den König gewandt habe. Eine andere überlieferte Version lautet dahingehend, dass Philipp I. Bertrada entführen ließ. Georges Duby geht in seiner Veröffentlichung Ritter, Frau und Priester sogar davon aus, dass diese Verbindung ausdrücklich mit Bertradas erstem Ehemann ausgehandelt worden sei. Fest steht, das Philipps Wahl eine kluge politische Entscheidung war, denn durch die kränkelnde Gesundheit seines Sohns und Thronfolgers Ludwig war der Dynastieerhalt keineswegs gesichert, und Betrada hatte ihre Fruchtbarkeit in ihrer ersten Ehe unter Beweis gestellt. Zudem konnte sich Philipp I. durch diese Verbindung die Unterstützung einer bedeutenden Familie der Île-de-France an der stark bedrohten Flanke seines Königreichs sichern.
Der Bischof Ursio von Senlis segnete das Brautpaar in Anwesenheit diverser weiterer hoher, kirchlicher Würdenträger ein. Allerdings blieb der ebenfalls geladene Bischof von Chartres, Ivo, der Zeremonie aus Protest gegen die offensichtliche Bigamie der beiden Brautleute fern. Stattdessen wandte er sich mit einer Akte und Beschwerde an den Papst Urban II. Dessen Legat Hugo von Lyon exkommunizierte die beiden Bigamisten am 16. Oktober 1094 auf dem Konzil von Autun. Papst Urban II. bestätigte diese Maßnahme jedoch nicht, sondern gewährte dem König im März 1095 in seiner Ehesache einen Aufschub bis Pfingsten des gleichen Jahres. Offenbar scheiterten die sich anschließenden Verhandlungen jedoch, sodass der Papst die Exkommunikation des französischen Königs auf der Synode von Clermont im November 1095 verkündete. Der offizielle Grund dafür war eine zu enge Verwandtschaft Philipps und Bertradas. Parallel wurde zum 1. Kreuzzug aufgerufen.
Diverse weitere Konzile brachten keine dauerhafte Änderung der päpstlichen Entscheidung, im Gegenteil sie wurde im März 1096 noch einmal bekräftigt. Um die Aufhebung seiner Exkommunikation zu bewirken, versprach der König daraufhin, keinen Kontakt mehr mit Bertrada pflegen zu wollen, sodass der päpstliche Bannspruch im Juli 1096 auf dem Konzil von Nîmes aufgehoben wurde. Da Bertrada und Philipp I. dieses Versprechen jedoch nicht einhielten, sah sich die Kirche zu härteren Maßnahmen gezwungen, und so verhängte Erzbischof Hugo von Lyon im Frühjahr 1097 sogar das Interdikt über ganz Frankreich. Zwar wurde es am 24. April 1098 oder 1099 wieder aufgehoben, doch die Exkommunikation blieb gültig, bis schließlich die Ehe der beiden nach dem Konzil von Paris am 2. Dezember 1104 doch anerkannt wurde. Auf jener Versammlung hatten Bertrada und ihr Mann öffentlich, barfuß und nur in Bußkleidern gewandet geschworen, sich nur noch in Anwesenheit honoriger Zeugen zu sehen und unerlaubten Verkehr zukünftig zu unterlassen. Zwar wurde auch jenes Gelöbnis nicht erfüllt, doch der Heilige Stuhl sah großzügig darüber hinweg.
Obwohl Wilhelm von Malmesbury behauptete, der König sei von Bertrada beherrscht worden, gilt ihr politischer Einfluss während ihrer Zeit als Königin in der Forschung als vergleichsweise gering. Sie hatte jedoch entscheidenden Anteil daran, dass ihr Halbbruder Wilhelm 1095 Bischof von Paris wurde. Ebenso wird es ihrer Fürsprache zugeschrieben, dass Stephan von Garlande 1100 zum Bischof von Beauvais ernannt wurde. Im Anjou versuchte sie scheinbar, dem rechtmäßigen Erben ihres ersten Mannes, Gottfried, den Grafentitel streitig zu machen und anstatt seiner, ihren eigenen Sohn Fulko zum Erben der Grafschaft deklarieren zu lassen. Das wusste Gottfried aber durch Waffengewalt zu verhindern. Als er dann im Mai 1106 im Kampf gegen aufständische Adelige getötet wurde, ging das Gerücht um, Bertrada sei an seiner Ermordung beteiligt gewesen.
Nach dem Tod Philipps I. im Juli 1108 kam es zu Auseinandersetzungen zwischen dem legitimen Erben aus Philipps erster Ehe, Ludwig VI., und Bertradas Sohn Philipp von Mantes, der von seiner Mutter unterstützt wurde. Ordericus Vitalis beschuldigt sie in seiner Historia Ecclesiastica, versucht zu haben, ihren Stiefsohn während eines Besuchs in England um das Jahr 1100  mittels eines gefälschten Briefs festsetzen zu lassen. Als dies gescheitert war, soll sie sogar versucht haben, ihn zu vergiften. Tatsächlich war das Verhältnis Betradas und Ludwigs VI. schon zu Lebzeiten Philipps I. ab etwa 1097/98 äußerst angespannt. Nach der Niederlage ihres Sohns gegen den König zog sich Bertrada in die Abtei Fontevrault bei Saumur zurück. Später versöhnte sie sich mit Ludwig VI. und gründete mit ihm gemeinsam auf Ländereien ihres Wittums das Kloster Notre-Dame-des-Hautes-Bruyères in Saint-Rémy-l’Honoré in der Nähe von Chartres, in das sie im Jahr 1115 übersiedelte. Sie starb dort noch Ende des gleichen Jahres oder 1116 und wurde dort begraben. Das Kloster etablierte sich in der Folge als Grablege der Familie Montfort l’Amaury.